# Râul Valea Mare, Topa
Râul Valea Mare este un curs de apă, afluent al râului Topa. 

## Hărți
- Harta munții Pădurea Craiului  Arhivat în 16 ianuarie 2010, la Wayback Machine.
- Harta munții Apuseni